# 로만 (루마니아)

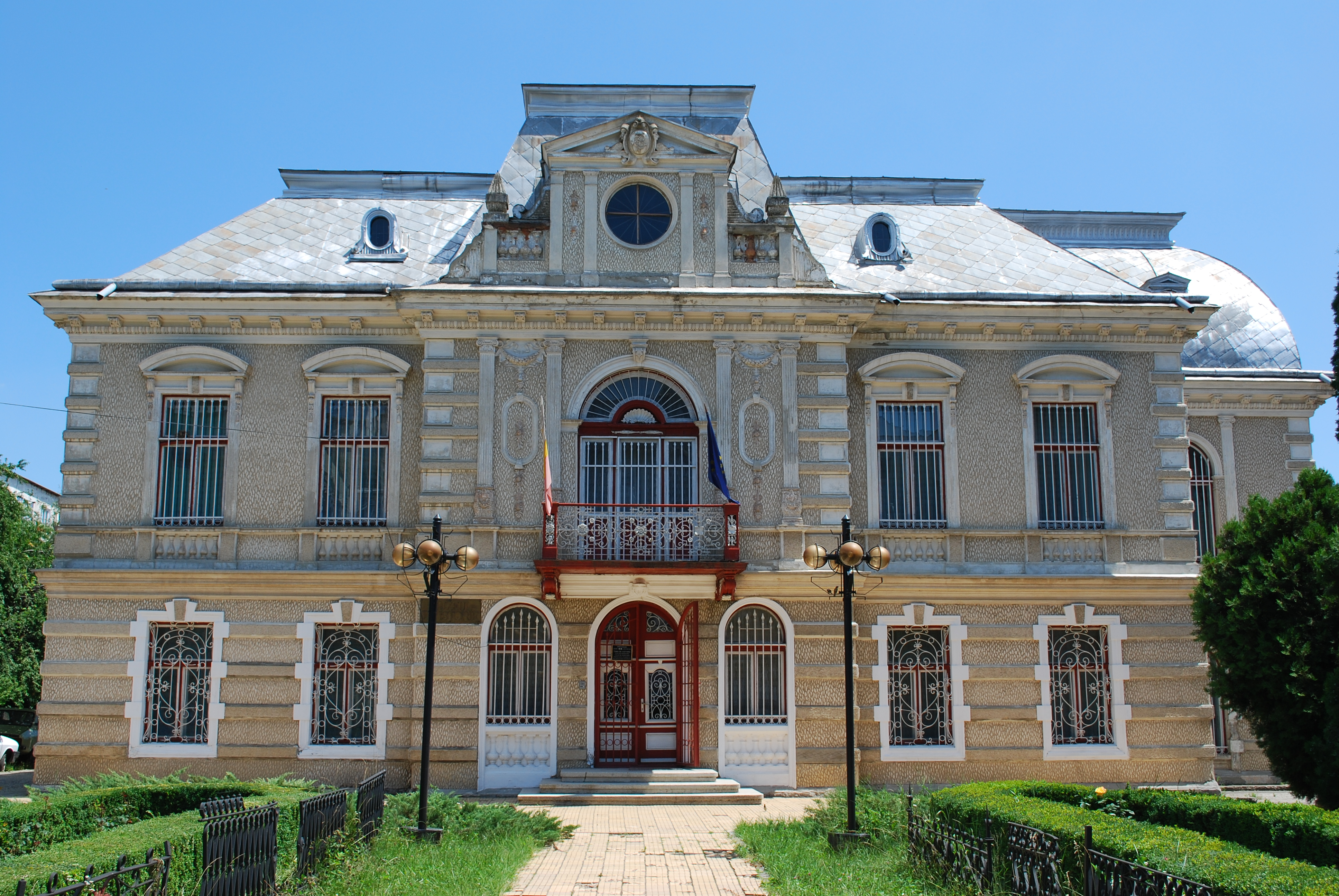
로만 역사 박물관

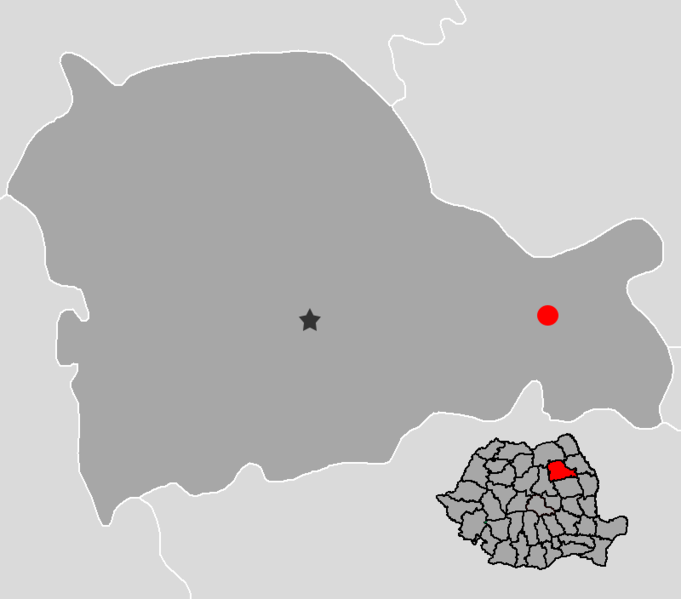
로만의 위치

로만(루마니아어: Roman)은 루마니아 네암츠주의 도시로 면적은 30.08km2, 인구는 50,713명(2011년 기준), 인구 밀도는 1,685명/km2이다.

## 인구
| 연도              | 인구   | ±%     |
| ----------------- | ------ | ------ |
| 1912              | 18,128 | —      |
| 1930              | 28,823 | +59.0% |
| 1948              | 23,701 | −17.8% |
| 1956              | 27,948 | +17.9% |
| 1966              | 39,012 | +39.6% |
| 1977              | 51,132 | +31.1% |
| 1992              | 80,328 | +57.1% |
| 2002              | 69,483 | −13.5% |
| 2011              | 50,713 | −27.0% |
| 출처: Census data |        |        |

## 자매 도시
- 이탈리아 테라노바다시바리
- 벨기에 틸트
- 이탈리아 코르토나
- 이탈리아 그룰리아스코
- 아르메니아 딜리잔
- 이스라엘 게데라